# Arthur Middleton (Politiker, 1742)

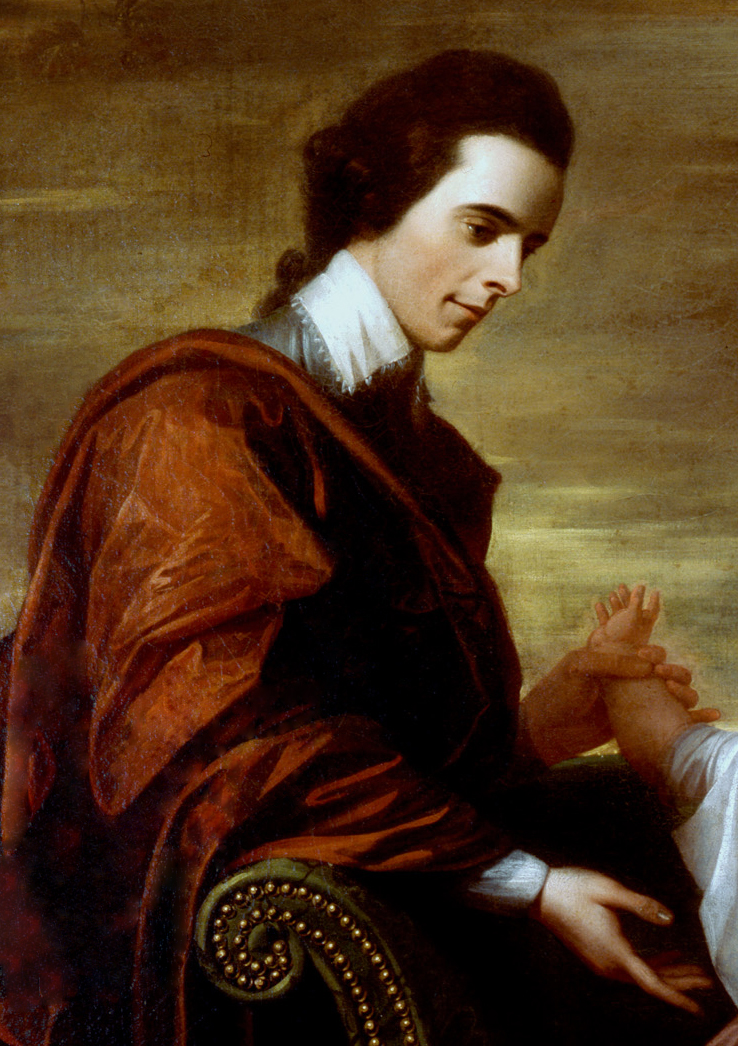
Arthur Middleton

Arthur Middleton (* 26. Juni 1742 in Middleton Place, dem Landsitz seines Vaters am Ashley River nahe Charleston, Province of South Carolina, Kolonie des Königreichs Großbritannien; † 1. Januar 1787 in „The Oaks“ nahe Charleston, South Carolina, USA) war ein britisch-amerikanischer Politiker und ist als einer der Unterzeichner der Unabhängigkeitserklärung einer der Gründerväter der Vereinigten Staaten.

## Leben
Middleton, ein Enkel des gleichnamigen Kolonialgouverneurs Arthur Middleton, wurde in Großbritannien an der Westminster School, dem Hackney College und Trinity Hall in Cambridge ausgebildet. Er studierte Recht am Middle Temple und reiste ausgiebig durch Europa, wo sein Geschmack für Literatur, Musik und Kunst entwickelt und verfeinert wurde.
1764 ließen sich Middleton und seine Braut Mary Izard auf der Plantage Middleton Place im US-Bundesstaat South Carolina nieder. Seine Frau war eine Cousine des späteren US-Kongressabgeordneten für South Carolina Ralph Izard. Außerdem war Ralph Izards Sohn mit einer Nichte von Middleton verheiratet. Brennend an der Politik Carolinas interessiert war Arthur Middleton ein radikalerer Denker als sein Vater Henry Middleton. Er war ein Anführer der American Party in Carolina und einer der eifrigsten Mitglieder des Sicherheitskomitees und dessen Geheimkomitees. 1776 wurde Arthur Middleton gewählt, um seinem Vater im Kontinentalkongress nachzufolgen, und wurde so einer der Unterzeichner der Unabhängigkeitserklärung der USA. Trotz der Zeit, die er in England verbrachte, wurde seine Haltung den Loyalisten gegenüber als erbarmungslos bezeichnet.
Während des Unabhängigkeitskrieges half Middleton bei den Verteidigern von Charleston. Nachdem die Stadt 1780 an die Briten gefallen war, wurde er als Kriegsgefangener zusammen mit Edward Rutledge nach St. Augustine geschickt, bis er im Juli des folgenden Jahres ausgetauscht wurde.
Arthur Middleton starb im Alter von 44 Jahren und wurde in der Familiengruft in den Gärten von Middleton Place begraben. Die Plantage ging auf Henry Middleton, seinen ältesten Sohn, über, der ebenfalls in der Politik Karriere machte.
Arthur Middleton ist der Urgroßvater der Urgroßmutter des deutschen Schriftstellers und Juristen Ferdinand von Schirach.